# MDPV
La metilendioxipirovalerona (MDPV, o col·loquialment droga caníbal) és una droga psicoactiva amb potents efectes al·lucinògens i estimulants que actua com un inhibidor de la recaptació de la noradrenalina i la dopamina. Va ser desenvolupada per primera vegada el 1969, tot i que es va mantenir a l'ombra fins que cap al 2004 va ser rescatada de nou com a droga de disseny. Al món anglòfon és coneguda també amb els noms de: Ivory wave, MDPK, MTV, Magic, Maddie, Black Rob, Super Coke, PV i Peeve.
El nom de droga caníbal li ve pels efectes d'activació sobtada i agressiva de la zona mandibular, cosa que provoca mossegades, malgrat que s'ha desmentit que provoqui tendències a menjar carn humana i «Relámpago blanco». El 2010 varen començar a comercialitzar-se sals de bany amb contingut en MDPV com a alternativa a les drogues legals.
S'han esmentat danys físics i psicològics relacionats amb l'ús de MDPV.
També sol fer-se servir com a agent notròpic pels seus efectes d'estimulació del sistema nerviós humà.

## Efectes
La MDPV actua com a estimulant, provocant efectes semblants als de la cocaïna, el metilfenidat i les amfetamines. La diferència respecte a la cocaïna és que la MDPV té 10 vegades més afinitat pel receptor (transportador de dopamina), la qual cosa li confereix una potència més gran com a psicoestimulant. Els efectes aguts poden incloure:

### Efectes fisiològics i psicològics
| - taquicàrdia. - hipertensió. - vasoconstricció. - insomni. - nàusea. - bruxisme. - augment de la temperatura corporal, calfreds, sudoració. - dilatació de pupil·les. - cefalea. - còlic nefrític. - acúfens. | - mareig. - hiperestimulació. - disnea. - agitació; hipertonia. - paranoia. - confusió. - deliris. - ansietat, conductes violentes. - accions o pensaments suïcides. |

### Efectes psicològics cercats pels usuaris
- Eufòria.
- Augment en la vigilància i la consciència.
- Augment de la vigília i l'excitació.
- Augment de la energía i la motivació.
- Estimulació mental / augment de la concentració.
- Augment de la sociabilitat.
- Estimulació sexual / efectes afrodisíacs.
- Efectes empatògens lleus.
- Percepció de minva de la necessitat d'alimentar-se i dormir.

### Efectes a llarg termini
No hi ha experiència en els efectes a llarg termini que presenten els consumidors d'aquesta substància, encara que en ratolins s'ha observat que la seva administració durant l'adolescència fa que en l'edat adulta presentin uns paràmetres de conducta de reforçament a la cocaïna majors que els de grup control, així com unes alteracions persistents en certs marcadors d'addicció, la qual cosa indica una major vulnerabilitat a aquesta cocaïna.